# UltraSPARC III
Az UltraSPARC III, kódnevén „Cheetah”, egy SPARC V9 utasításkészlet-architektúrát (ISA) implementáló 64 bites mikroprocesszor, egy hagyományos RISC kialakítás, amelyet a Sun Microsystems fejlesztett és a Texas Instruments gyártott. 2001-ben volt bevezetve, 600-tól 900 MHz-ig terjedő órajeleken működött. Utódja a 2004-ben megjelent UltraSPARC IV+ volt. A tervezésnél a vezető konstruktőr Gary Lauterbach volt. Bár a processzor 64 bites, változatlanul képes a 32 bites programok futtatására (binárisan kompatibilis a korábbi modellekkel), mivel a SPARC V9 architektúra visszafelé kompatibilis a 32 bites SPARC V8 architektúrával.

## Történet
Mikor bemutatták az 1997-es Microprocessor Forum rendezvényen, az UltraSPARC III tervezett bevezetési dátuma még 1999 volt, és ez a processzor a Digital Equipment Corporation Alpha 21264 és az Intel Itanium (Merced) processzorával versengett. Megjelenése különböző okok miatt 2001-ig késlekedett, és ekkorra a helyzet megváltozott. A késés ellenére elnyerte a Microprocessor Report 2001-es Analysts Choice Award díját a legjobb szerver/munkaállomásért, multiprocesszálási jellemzői miatt.

## Leírás
Az UltraSPARC III egy sorrendi végrehajtású (in-order) szuperskalár mikroprocesszor. Az UltraSPARC III processzort nagy teljesítményű osztott memóriás multiprocesszálás céljaira tervezték, és ennek a célnak az elérését számos jellemzője segíti: többek között egy integrált memóriavezérlő és a dedikált multiprocesszálási sín.
Az UltraSPARC III abban tér el a SPARC V9 architektúrától, hogy tartalmazza a VIS 2.0 utasításkészlet-bővítményt, amit 3D-s grafikus alkalmazások, valós idejű MPEG dekódolás, adattömörítés, jelfeldolgozás, Java-kód futatása és hálózatkezelés céljaira fejlesztett ki a Sun.
A processzor legfeljebb négy utasítást hív le ciklusonként az utasítás-gyorsítótárból. A dekódolt utasítások a kiküldő egységbe kerülnek, egyszerre legfeljebb hat. A kiküldő egység kibocsátja az utasításokat a megfelelő végrehajtóegységekhez, az operandusok és az erőforrások rendelkezésre állása / elérhetősége függvényében. A végrehajtási erőforrások a következők: két aritmetikai-logikai egység (ALU), a betöltő és tároló egység, és két lebegőpontos egység. Az egyik ALU csak egyszerű fixpontos utasításokat és betöltéseket képes végrehajtani. A két lebegőpontos egység szintén nem egyenlő. Az egyik szintén csak egyszerűbb utasításokat képes végrehajtani, mint például összeadások, míg a másik a szorzás, osztás és gyökvonás műveleteket hajtja végre.

## Gyorsítótár
Az UltraSPARC III kettéosztott elsődleges utasítás- és adat-gyorsítótárral rendelkezik. Az utasítás-gyorsítótár kapacitása 32 KiB. Az adat-gyorsítótár kapacitása 64 KiB és ez egy négyutas csoport-asszociatív gyorsítótár, 32 bájtos gyorsítótár-vonalakkal.
A külső második szintű gyorsítótár mérete 1-től 8 MiB-ig terjedhet. Ez egy dedikált 256 bites sínen érhető el, amely max. 200 MHz-es sebességen működhet a 6,4 GiB/s csúcs sávszélesség elérése mellett. A széles sín miatt a 32 bájtos adatcsomag egyetlen órajelciklus alatt átvihető. A gyorsítótár szinkron statikus RAM-okkal épül fel, melyek legfeljebb 200 MHz-es frekvenciával működnek. A második szintű gyorsítótár címkéi a lapkán találhatók, hogy a gyorsítótár a mikroprocesszor órajelfrekvenciájával működhessen. Ez növeli a gyorsítótár címke-elérés sávszélességét, ezáltal az UltraSPARC könnyedén skálázható magasabb órajelfrekvenciákra is. A címke-elérés megnövekedett sávszélességének egy részét a gyorsítótár-koherencia fenntartását szolgáló adatforgalom teszi ki, ami szükséges követelmény azokban a multiprocesszoros rendszerekben, amelyekhez az UltraSPARC III processzort tervezték. A második szintű gyorsítótár maximális kapacitása 8 MiB, az L2 gyorsítótár címkéi 90 KiB méretűek.

## Külső interfész
A külső interfészt a 128 bites adatsín és a 150 MHz-en működő 43 bites címsín alkotja. A 43 bites címsínnel legfeljebb 8 TiB memória címezhető.
Az adatsín egyszerre 16 bájt átvitelét biztosítja; sebessége 150 MHz, így 2,4 GB/s sávszélesség érhető el.
Az adatsínt a rendszer nem a memóriához való hozzáférésre használja, hanem a többi processzor és a megosztott bemeneti/kimeneti eszközök memóriáját éri el ezen keresztül. A Sun ebből a célból fejlesztette ki az Ultra Port Architecture (UPA) interfészt, amely sínként vagy hálózati switch-ként is megvalósítható. A processzor közvetlenül az UPA interfészhez csatlakozik. A főmemória elérése az UPA interfészen keresztül történik.

## A memóriavezérlő
Az UltraSPARC egy integrált memóriavezérlővel rendelkezik és egy dedikált, 150 MHz-en működő 128 bites sínnel, amelyekkel legfeljebb 4 GiB „helyi” (lokális) memóriát érhet el. Az integrált memóriavezérlő a késleltetés csökkentésére használatos, más UltraSPARC processzorokkal ellentétben, amelyek ezt a vonást a költségek csökkentésére használják.

## Fizikai felépítés
Az UltraSPARC III 16 millió (más forrás szerint 29 millió) tranzisztorból áll, aminek 75%-a a gyorsítótárakat és ezek címkéit alkotja. Kezdetben (2000-ben) a Texas Instruments gyártotta C07a jelű eljárásával, ami egy 0,18 µm-es csíkszélességű CMOS folyamat, hatrétegű alumínium fémezéssel. Ennek megfelelően az első UltraSPARC III processzorok 600 MHz-es órajelen működtek. A Texas Instruments technológiai fejlesztéseket hajtott végre, ennek következtében rövidesen bevezette a 0,15 µm-os rézvezetékes technológiát, amellyel 750 és 900 MHz közötti órajelű lapkákat állított elő. 2002-re a csíkszélességet 0,13 µm-ra csökkentette, amellyel az órajel 1,2 GHz-re növekedett. Az ilyen lapkák teljesítménye elérte az 50 W-ot, ezáltal hővezetési problémák jelentkeztek.
A lapkák a Controlled Collapse Chip Connection (kb. ellenőrzötten zsugorított csip-összekapcsolás) módszerrel voltak tokozva, elsőként a Sun mikroprocesszorok között. Az ezzel a módszerrel készülő más processzorokkal ellentétben a forrasztási dudorok nagyobb része a periférián helyezkedik el, nem pedig szétosztva a lapka felületén. A csip 1200 csatlakozós land grid array (LGA) tokozásban jelent meg.

## UltraSPARC III Cu
Az UltraSPARC III Cu, kódnevén „Cheetah+”, az eredeti UltraSPARC III egy továbbfejlesztése, amely 1002-től 1200 MHz-ig terjedő órajelfrekvenciákon működhet. Lapkamérete 232 mm², 0,13 µm-es csíkszélességű 7 rétegű réz fémezéssel, a Texas Instruments CMOS folyamatával. 1368 csatlakozós keramikus LGA tokozásban jelent meg.

## UltraSPARC IIIi
Az UltraSPARC IIIi, kódnevén „Jalapeno”, az UltraSPARC III egy munkaállomások és alsó kategóriás/belépő szintű (egytől négy processzort tartalmazó) szerverek számára készült változat, 2003-ban mutatták be. 1064-től 1593 MHz-ig terjedő órajelfrekvenciákon működik, egy lapkára épített/integrált második szintű gyorsítótárat tartalmaz, egy integrált memóriavezérlőt, és képes a négyutas multiprocesszálásra közvetítő logika nélküli, erre a funkcióra optimalizált rendszersínnel. 87,5 millió tranzisztort tartalmaz, lapkamérete 178,5 mm². A Texas Instruments gyártotta, 0,13 µm-es, hétrétegű fémezésű (réz) CMOS folyamattal, alacsony-k együtthatójú dielektrikummal.
Az UltraSPARC IIIi egy egyesített 1 MiB méretű második szintű gyorsítótárral rendelkezik, amely mikroprocesszor órajelfrekvenciájának felén működik; késleltetése (latenciája) hat ciklus, átfutási ideje két ciklus. A latencia eléréséhez 15 ciklusnyi terhelésre van szükség. A címketár paritásvédett, az adatok ECC-vel védettek. Minden 64 bájtos gyorsítótár vonalhoz 36 ECC bit tartozik, ami lehetővé teszi az egybites hibák javítását és bármely hiba detektálását négybites egységeken belül. A gyorsítótár négyutas csoportasszociatív, 64 bájtos vonalakkal rendelkezik és fizikailag indexelt és címkézett. Felépítésében 2,76 µm²-es SRAM cellákat alkalmaztak és 63 millió tranzisztorból áll.
A lapkára integrált memóriavezérlő támogatja a 256 MiB-től 16 GiB-ig terjedő méretű, 133 MHz-es DDR-I SDRAM memóriákat. A memóriát egy 137 bites memóriasínen keresztül éri el, amelyből 128 bit az adat, 9 bit pedig az ECC továbbítására szolgál. A memóriasín csúcs sávszélessége 4,2 GiB/s. A mikroprocesszort négyutas multiprocesszálásra tervezték. A Jbus max. négy mikroprocesszort képes összekapcsolni. Ez egy 128 bites multiplexelt cím- és adatsín, ami a mikroprocesszor órajelfrekvenciájának harmadán vagy felén működhet.

## UltraSPARC IIIi+
Az UltraSPARC IIIi+, kódnevén „Serrano”, az UltraSPARC IIIi továbbfejlesztése. Eredetileg 2005 második felében tervezték bemutatni, de még ebben az évben törölték az UltraSPARC IV+, UltraSPARC T1 és UltraSPARC T2 processzorok megjelenése miatt. A leállítást azonban egészen 2006. augusztus 31-ig nem tették közzé. A javítások lehetővé tették a magasabb órajelek elérését a 2 GHz-es tartományban, egy újabb folyamatra történt portolás eredményeképpen.

## A rákövetkező modellek
Az UltraSPARC III processzorcsaládot az UltraSPARC IV+ sorozat követte.
Az UltraSPARC IV két UltraSPARC III magot egyesít egyetlen szilíciumlapkán és nagyobb órajelfrekvenciát kínál. A CPU tokozása közel azonos, a különbség mindössze egyetlen csatlakozó, ami egyszerűsíti az alaplapgyártást és a rendszerek kialakítását. Néhány UltraSPARC III processzorokat használó rendszer képes fogadni az UltraSPARC IV CPU kártya frissítéseket.

## Fordítás
Ez a szócikk részben vagy egészben  az   UltraSPARC III című angol Wikipédia-szócikk ezen változatának fordításán alapul.  Az eredeti cikk szerkesztőit annak laptörténete sorolja fel. Ez a jelzés csupán a megfogalmazás eredetét és a szerzői jogokat jelzi, nem szolgál a cikkben szereplő információk forrásmegjelöléseként.